# Lipschitz-féle konvergenciakritérium
A Lipschitz-féle kritérium a valós analízis egyik konvergenciakritériuma, a Dini-féle konvergenciakritérium speciális esete. Legyen {\displaystyle f} egy valós függvény, és legyen {\displaystyle \varphi _{x}(t)=f(x-t)+f(x+t)-2f(x)}.  Ha valamely {\displaystyle x}-re a {\displaystyle t=0} kis környezetében
akkor {\displaystyle s_{n}(x)\rightarrow f(x).}

Ha az {\displaystyle f(x)} függvénynek az {\displaystyle x} pontban a jobb és bal oldali határértékei léteznek, akkor a Dini-kritérium teljesülésének nyilván szükséges feltétele, hogy az {\displaystyle x} pontban a függvény értéke e két határérték számtani közepe legyen:
Ha ez igaz, akkor a Lipschitz-kritérium {\displaystyle \alpha =1} kitevő esetén így írható:
ez a feltétel pedig biztosan teljesül, ha a
határértékek léteznek. Érvényes tehát a következő állítás:
Az {\displaystyle f(x)} függvény Fourier-sora minden olyan {\displaystyle x} helyen az
értékhez tart, amelyben az {\displaystyle f(x+0),\ f(x-0)} és a fenti határértékek léteznek.

Speciálisan: Az {\displaystyle f(x)} függvény Fourier-sora minden olyan helyen {\displaystyle f(x)}-hez tart, ahol {\displaystyle f(x)} differenciálható.